# 比爾扎伊區
比爾扎伊區是立陶宛帕內韋日斯縣内的市镇，行政中心为比爾扎伊市。市镇面積为1,476平方公里，2020年人口数量为22,718人。